# CC 1100
,
Les CC 1100 sont une ancienne série de locomotives électriques fonctionnant sous courant continu 1500 V construites à douze exemplaires pour le PO (Compagnie du chemin de fer de Paris à Orléans) puis la SNCF, par les sociétés Batignolles-Châtillon et Oerlikon en 1937 pour les 1101 et 1102 et de 1943 à 1948 pour les 1103 à 1112.
Cantonnées aux grands triages dont elles assurent le service, elles ne font l'objet que de rares mutations d'un dépôt à l'autre. Malgré une importante modernisation au début des années 1990, les dernières de ces locomotives spécifiquement conçues pour l'exploitation des gares de triage cessent leur service en 2005.

## Description

### Des caractéristiques particulières

#### Des contraintes spécifiques
Dans les gares de triage gérées par le PO aux premières décennies du XXe siècle, la manœuvre des rames est généralement dévolue à des locomotives-tenders (type 050T notamment) ; ce fonctionnement manque toutefois de souplesse car le temps de préparation d'une locomotive à vapeur est long et son utilisation réduite à des périodes brèves entre lesquelles la locomotive consomme inutilement du charbon ; en outre, les voies des grands triages sont électrifiées. L'utilisation pour le service manœuvres de locomotives électriques de ligne déclassées (BB 1280, BB 1320, BB 1420) ne donne pas non plus entière satisfaction pour plusieurs raisons : leur effort de traction est insuffisant à basse vitesse, l'évacuation de la chaleur de leurs rhéostats pose un problème — jusqu'à 65 % de la consommation électrique est dissipée en effet Joule — et le type BB souffre d'une adhérence parfois limite mais génère une charge à l'essieu élevée, potentiellement incompatible avec l'armement des voies des triages. Une solution doit être trouvée car le trafic de ces triage est en pleine expansion.

#### Des réponses techniques adaptées

La CC 1107 en version d'origine tractant un train spécial à Ivry le 30/01/1982.

C'est dans ce contexte que la compagnie du PO réfléchit à la création d'une locomotive spécialement étudiée pour les manœuvres dans les triages, présentant des caractéristiques spécifiques.
Un groupe convertisseur tournant continu-continu Ward Leonard procure un effort suffisant à basse vitesse malgré une puissance continue relativement faible de 400 kW, sans dégager de forte chaleur car il fournit un courant secondaire d'une intensité de 300 A fixe mais à une tension variable de 0  à   1 500 V. La cabine centrale améliore la vision du conducteur et son poste de pilotage unique réduit les coûts de câblage ; les commandes de la locomotive sont adaptées à de fréquents changements de sens de marche. Cette cabine est encadrée par deux capots extérieurement identiques qui abritent, d'un côté le disjonction et les batteries, de l'autre le groupe tournant. Le captage du courant s'effectue par un unique pantographe placé sur la toiture de la cabine de conduite.
Des bogies à trois essieux reliés par bielles, dont seuls les essieux extrêmes sont motorisés en font une locomotive à adhérence totale mais à faible charge à l'essieu car elle ne possède que quatre moteurs ; ce sont les bogies, par ailleurs reliés entre eux, qui supportent les attelages et les organes de tamponnement, le châssis ne participant pas à l'effort de traction. La locomotive est équipée du freinage électrique par récupération, et sa vitesse est limitée à 30 km/h. Acheminée en véhicule après démontage des embiellages, elle peut circuler à 50 km/h, mais cette possibilité n'est pas utilisée dans la pratique : partiellement démontée, elle est convoyée sur des wagons plats.
Ces caractéristiques en font la seule série de locomotives spécialement étudiée pour le service des manœuvres en France.

#### Une construction franco-suisse
À l'issue d'un appel d'offres, la construction des locomotives est confiée aux sociétés Batignolles-Châtillon pour la partie mécanique et Oerlikon pour les équipements électriques. Deux prototypes sont commandés en 1934, livrés en 1937 et mis en service l'année suivante par la SNCF nouvellement créée ; ils sont numérotés E. 1001 et 1002. Devant les bons résultats obtenus, une commande de dix exemplaires supplémentaires est passée le 25 avril 1940 ; retardée par la Seconde Guerre mondiale, la livraison de ces locomotives numérotées CC 1003 à 1012 n'intervient qu'entre 1943 et 1948. Le plan général de renumérotation des engins moteurs de la SNCF, mis en place en 1950, reclasse ces douze locomotives dans la série CC 1101 à 1112.

### Une modernisation nécessaire

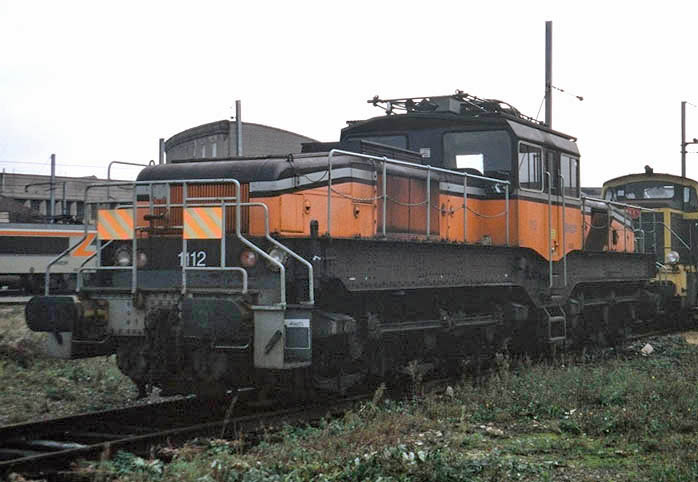
La CC 1112 en version rénovée garée au dépôt de Villeneuve-Saint-Georges, en septembre 2000.

Dans les années 1980, le constat suivant est dressé : les locomotives ont vieilli et sont souvent immobilisées pour de coûteuses réparations du groupe tournant ; cet équipement électrique obsolète prévu pour 1 500 V (dans la pratique, de l'ordre de 1 350 V dans les années 1940) s'accommode mal d'une tension en ligne atteignant désormais 1 700  à   1 800 V ; le confort de conduite n'est plus conforme à ce que les agents trouvent sur d'autres séries d'engins plus modernes. Toutefois, aucune autre locomotive alors en service n'est en mesure de les remplacer ; l'étude puis la construction d'une nouvelle série de locomotives électriques assurant les mêmes tâches mais limitée à un petit nombre d'exemplaires sont trop onéreuses. Il est donc décidé de moderniser les CC 1100.
Entre 1989 et 1995 les CC 1100 subissent aux ateliers SNCF de Béziers une importante étape de rénovation, reconstruction partielle qui nécessite plusieurs mois d'immobilisation pour chaque locomotive. Elles sont dotées d'une cabine de conduite agrandie assurant au conducteur une meilleure visibilité sur les voies, mieux isolée, avec un pupitre plus ergonomique. Un nouvel équipement électrique composé de hacheurs modernes remplace le groupe convertisseur tournant. Le système de freinage est modernisé et la télécommande par radio est installée. Certains de ces équipements sont dérivés de ceux installés sur les motrices du TGV Atlantique ou sur les BB 26000. Des lests augmentent leur masse adhérente de 91  à   102 t. Les CC 1100 reçoivent alors la livrée « orange TGV » et havane à bandeaux gris perle dessinée par Paul Arzens et réservée aux engins de manœuvre.

## Carrière

### Service
Tout d'abord numérotées par la SNCF dans la série des CC 1000 — les deux exemplaires prototypes sont initialement immatriculés E. 1001 et E. 1002 —, elles deviennent des CC 1100 dans le cadre de la renumérotation générale du parc moteur de la SNCF le 1er janvier 1950.
La principale utilisation des CC 1100 tout au long de leur carrière est la pousse de rames de marchandises sur les buttes en amont des faisceaux de triage ainsi que la reconstitution de trains une fois le triage effectué. Bien que cela soit possible, elles ne semblent pas avoir circulé d'un triage à l'autre. Après leur modernisation, elles peuvent être télécommandées depuis les postes de commandement des triages. Le 1er janvier 1999, toutes les CC 1100 à l'exception de la 1109, déjà radiée, sont versées au parc des engins moteurs de l'activité Fret SNCF.
Malgré cette modernisation en profondeur pouvant leur permettre de franchir le cap de 2010, leur réforme débute à partir de l'année 2000, les machines arrêtées pour avarie n'étant pas réparées.
Au moment de leur radiation, elles sont les plus anciennes locomotives du parc de la SNCF — la CC 1101 a circulé plus de 65 ans pour une durée légale d'amortissement de 35 ans —, à cette date, les seules machines à être équipées de bielles et les seules locomotives électriques à cabine unique. La CC 1112 détient le record de kilométrage pour un engin de cette série avec 1 453 000 km parcourus et la CC 1110, la dernière à avoir été modernisée, assure du service jusqu'en juin 2005 à Toulouse avec trois autres exemplaires radiés à la même date mais qui avaient cessé toute activité depuis plusieurs mois. Les missions des CC 1100 sont reprises, là où les triages continuent à fonctionner, par des BB 66700.

### Dépôts titulaires
| Image externe |                                                           |
|               | La CC 1105 à Villeneuve-Saint-Georges en 1989 sur Flickr. |

| Localisation sur la carte de France. · Orléans-Les Aubrais · Tours-Saint Pierre · Vierzon · Tours-Saint Pierre · Limoges · Toulouse · Villeneuve-Saint-Georges · Lyon-Mouche · Avignon |

Les CC 1100 sont mises en service aux dépôts de Vierzon, Orléans, Limoges et Tours-Saint-Pierre. En 1944, certaines des unités basée à Orléans ou Tours-Saint-Pierre sont endommagées par des bombardements alliés visant les dépôts et les triages ; les dégâts sont toujours réparables même si, faute de pièces détachées, les locomotives attendent de longs mois avant de pouvoir être remises en service.
En 1981, les affectations ont changé car depuis quelques années d'autres engins (BB 4200 et BB 4730) ont été modifiés pour travailler sur les triages : les CC 1100 dépendent des dépôts de Tours-Saint-Pierre, Toulouse, Villeneuve-Saint-Georges, Lyon-Mouche et Avignon.
Après leur modernisation, ces locomotives sont progressivement regroupées à Toulouse (triage de Saint-Jory) et Villeneuve-Saint-Georges (triage de Villeneuve-Saint-Georges).
| Engins  | Mise en service  | Dépôt lors de la mise en service | Fin de modernisation | Radiation         | Dépôt lors de la radiation |
| ------- | ---------------- | -------------------------------- | -------------------- | ----------------- | -------------------------- |
| CC 1101 | 3 mai 1938       | Vierzon                          | été 1989             | 1er août 2003     | Villeneuve-Saint-Georges   |
| CC 1102 | 11 mai 1938      | Orléans                          | mars 1993            | 27 décembre 2000  | Villeneuve-Saint-Georges   |
| CC 1103 | 19 octobre 1943  | Limoges                          | avril 1992           | 28 septembre 2004 | Villeneuve-Saint-Georges   |
| CC 1104 | 13 janvier 1944  | Orléans                          | octobre 1992         | 30 juin 2005      | Toulouse                   |
| CC 1105 | 2 février 1944   | Tours-Saint-Pierre               | avril 1991           | 27 décembre 2000  | Villeneuve-Saint-Georges   |
| CC 1106 | 21 avril 1944    | Tours-Saint-Pierre               | mai 1990             | 27 décembre 2000  | Villeneuve-Saint-Georges   |
| CC 1107 | 12 décembre 1944 | Tours-Saint-Pierre               | novembre 1993        | 30 juin 2005      | Toulouse                   |
| CC 1108 | 1er août 1945    | Vierzon                          | juin 1994            | 30 juin 2005      | Toulouse                   |
| CC 1109 | 7 septembre 1945 | Orléans                          | octobre 1989         | 11 décembre 1998  | Toulouse                   |
| CC 1110 | 16 avril 1946    | Orléans                          | août 1995            | 30 juin 2005      | Toulouse                   |
| CC 1111 | 8 juillet 1946   | Tours-Saint-Pierre               | avril 1995           | 29 décembre 2003  | Toulouse                   |
| CC 1112 | 13 janvier 1948  | Vierzon                          | décembre 1990        | 26 janvier 2004   | Villeneuve-Saint-Georges   |

## Machine préservée (2022)
Réformée en juin 2005 puis restaurée aux ateliers de Béziers, la CC 1110 ne figure pas dans en 2023 dans la liste des matériels moteurs préservés au musée du chemin de fer de Nîmes contrairement à ce qui avait été annoncé lors de sa restauration.

## Modélisme
Les CC 1100 ont été reproduites à l'échelle HO par l'artisan Carpena & Goupille sous forme de kits (avec caisse moulée en résine) à monter. Fabriqués dans les années 70/80, ces kits sont rares et très recherchés des modélistes ferroviaires.
En 2019, c'est le fabricant Mistral Trains Models qui annonce la production d'un modèle de CC 1100 dans sa version non modernisée à l'échelle HO, sorti à la fin de l'année.